# Зої де Толедо
Зої де Толедо (англ. Zoe de Toledo, нар. 17 липня 1987, Лондон, Велика Британія) — британська веслувальниця, срібна призерка Олімпійських ігор 2016 року, чемпіонка Європи.

## Виступи на Олімпіадах
| Олімпіада | Дисципліна                     | Місце |
| --------- | ------------------------------ | ----- |
| Ріо 2016  | вісімка розстібна зі стерновим | 2     |

## Зовнішні посилання
- Профіль [Архівовано 12 січня 2021 у Wayback Machine.] на сайті FISA.

1. ↑  Zoe de Toledo